# Крутоголов Єгор Григорович
Єго́р Григо́рович Крутоголо́в (нар. 6 липня 1980, Миколаїв, УРСР) — український телеведучий, актор, художній керівник «Дизель Студіо», учасник «Дизель Шоу».

## Біографія
Народився 6 липня 1980 року в Миколаєві в інтелігентній родині.
Мати — Олена Вікторівна (1948) — кандидат педагогічних наук, доцент, викладач у Чорноморському державному університеті імені Петра Могили (колишня філія Києво-Могилянської академії).
Батько — Григорій Леонтійович (1948) — інженер, керівник гуртка судномоделюванню на Станції юних техніків у Миколаєві.
Навчався в Миколаївській середній школі № 34. Займався бальними танцями в ансамблі «Грація».
У 1995 році Єгор вступив до Першої гуманітарної гімназії, де почав грати в КВК, був капітаном команди.
У 1997 році став переможцем міської олімпіади з інформатики, за результатами співбесіди вступив до Миколаївського педагогічного інституту (1997).

### КВК
У 1999 році перейшов на другий курс Гуманітарного університету імені Петра Могили в Миколаєві (нині — Чорноморський національний університет імені Петра Могили) на факультет романо-германської філології та зарубіжної літератури.
А у 2000 році разом з Євгеном Гашенком та Михайлом Шинкаренком створив команду КВК «Дизель».
Команда «Дизель» виступала в кількох лігах КВК (5-те місце в 1/8 Вищої ліги КВК сезону 2005, участь у сезоні 2004 року «Голосящий КіВіН», 4-те місце в 1/8 Вищої ліги КВК 2003 року), участь в Євролізі в Білорусі.
У 2003 році — віцечемпіон, володар Кубка Співдружності.
З 2005 по 2007 рік був триразовим чемпіоном Південної ліги КВК в Одесі, участь у Вищій лізі КВК у Москві.
У 2006 році команда КВК «Дизель» виграла Кубок Президента України й припинила своє існування.

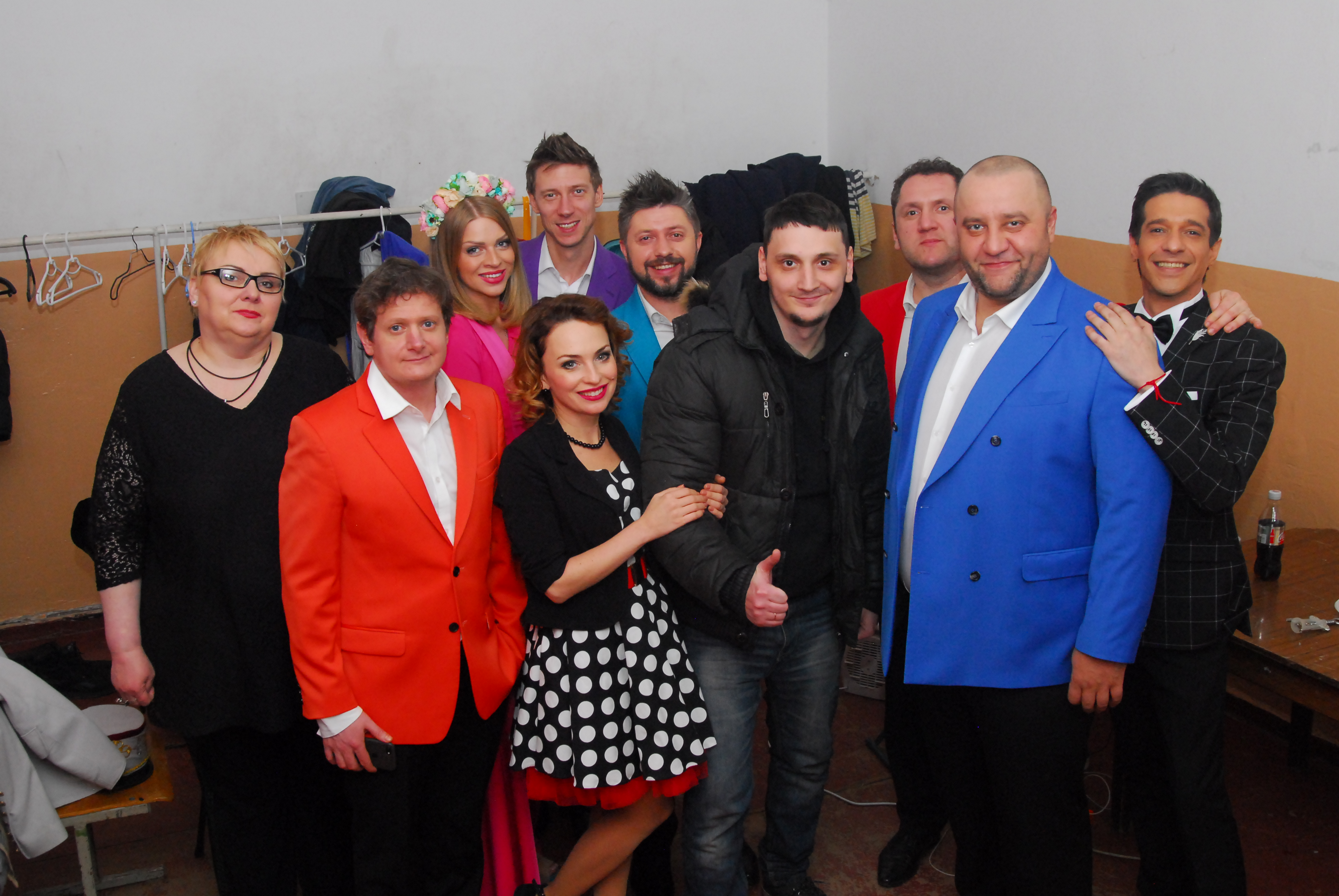
Колектив Дизель-студіо

### Телевізійна кар'єра
У 2006 році Єгор Крутоголов брав участь у гумористичному проєкті «Бла-бла-шоу» на російському телеканалі РЕН ТВ.
У 2008 році бере участь у декількох випусках гумористичних боїв проєкту «Ліга націй» на телеканалі СТС.
Паралельно Єгор знімався в Києві в проєктах студії «Квартал 95». Команда «дизелів» виступила в п'яти сезонах проєкту «Бійцівський клуб», тричі ставала чемпіонами.
У 2010 році Єгор Крутоголов був ведучим програми «Екіпаж» на телеканалі «К1», учасником програми «Бійцівський клуб», капітаном команди в проєкті «Битва українських міст» на телеканалі «Інтер».
З 2010 по 2011 рік — ведучий програми про спортивні курйози «Олімпіляпи», член журі проєкту «Самозванці».

### Кіно
Перша кінороль — німецького солдата вермахту в багатосерійному фільмі «Сильніше за вогонь» (2007), режисерами якого стали Віталій Воробйов і Євген Звездаков.
Далі було ще кілька кіноробіт:
- Степан — у стрічці «Стріляй, негайно!» режисера Віллена Новака (2008);
- Петюня — у фільмі «Посмішка Бога, або Чисто одеська історія» Володимира Аленікова (2008);
- Венеціан — «Як козаки…» (2009).
- Перша головна роль — в комедійному серіалі «Таксі» (2011—2013), який знімала студія Film.ua на замовлення телеканалу «ICTV». У комедії також зіграли Сергій Рост, Сергій Бєлоголовцев, Катерина Кістень, Роман Хан, Павло Галич.

### На телеканалі ICTV
У 2013 році Крутоголов разом з Михайлом Шинкаренком, Євгеном Гашенком та Олександром Бережком стали авторами й акторами першого власного проєкту — 20-серійного скетчкому «Путьова країна» для телеканалу «ICTV».
У 2015 році Крутоголов разом з Михайлом Шинкаренком, Євгеном Гашенком, Олександром Бережком та Олексієм Бланарем створили гумористичний проєкт «Дизель Шоу».
Крутоголов є художнім керівником та актором проєктів «Дизель Студіо»: «Дизель Шоу», «Дизель Ранок», скетч-кома «На трьох», серіалу «Татусі», «Папаньки».

### Після початку війни
Після початку повномасштабної російсько-української війни 2022 року, разом з колективом «Дизель Шоу» долучився до волонтерських зборів на потреби ЗСУ.

## Телепроєкти
- КВК Євроліга. Перший Національний Канал Білорусі. 2002 року.
- КВК Вища ліга. ОРТ (Росія). 2003 року.
- КВК Прем'єр-ліга. ОРТ (Росія). 2005 року.
- КВК Вища українська ліга. 2004—2006 років.
- «Blah-Blah-Show» — артист. РЕН ТВ (Росія). 2007 року.
- «Ліга націй» — артист. СТС (Росія). 2008 року.
- «Екіпаж» — ведучий. Перший автомобільний. 2010 року.
- «Вечірній квартал» — артист, сценарист. Телеканал «Інтер». 2008—2010 років.
- «Битва українських міст» — учасник. Телеканал «Інтер». 2010 року.
- «Viva! Найкрасивіші» — сценарист. Телеканал «Інтер». 2011 року.
- «Великі гонки» — учасник. Телеканал «ICTV». 2011 року (Франція).
- «Бійцівський клуб» — артист, член журі. Телеканал «Інтер». 2008—2012 років.
- «Самозванці» — член журі. Телеканал «ICTV». 2011 року.
- «Вечірній Київ» — артист. Телеканал «Інтер». 2012 року.
- «Ми разом» — учасник епізоду. Телеканал «Інтер». 2012 року
- «Велика різниця» — пародист. Телеканал «1+1». 2012 року.
- «Олімпіляпи» — ведучий. Телеканал «ICTV». 2011—2012 років.
- «Зірка Youtuba» — ведучий. Телеканал «ICTV». 2012—2013 років.
- «Замочені» — ведучий, сценарист. Телеканал «ICTV». 2013 року.
- «Путьова країна» — актор, креативний продюсер, сценарист. Телеканал «ICTV». 2013—2014 років.
- «Дизель Шоу» — актор, продюсер. Телеканал «ICTV». З 2015 року.
- «На трьох» — актор, продюсер. Телеканал «ICTV». З 2016 року.

## Ролі в кіно
- «Сильніше за вогонь» — фашист, епізод (2007).
- «Стріляй, негайно!» — Семен, роль другого плану (2008).
- «Посмішка Бога, або Чисто одеська історія» — Мітюня, епізод (2008).
- «Чудо» — епізод (2009).
- «Як козаки…» — Венеціан, епізод (2009).
- «Свати 4» — 16 епізод (2010).
- «Байки Мітяя» — епізод (2012).
- «Ржевський проти Наполеона» — епізод (2012).
- «Іван Сила» (2013).
- «Таксі» — Єгор, головна роль (2011—2013).
- «На трьох» — головні ролі (з 2015 року).
- «Папаньки» — Єгор, головна роль (2018—2022).

## Захоплення
Єгор бере участь в автогонках серед любителів і непрофесіоналів.
У 2016 році Єгор посів третє місце в перегонах на час Time Attack Italy «Mugello» в Італії, на заводському автодромі Ferrari біля Флоренції. У змаганні взяли участь 86 пілотів з різних країн світу.
У 2017 році став чемпіоном України з судномодельного спорту.
Єгор є кандидатом в майстри спорту з великого тенісу, займається боксом, пауерліфтингом, волейболом, плаванням, вокалом.
Полюбляє автомобілі, має бажання зібрати великий автопарк.

## Родина та особисте життя
Дружина — Катерина Крутоголова (з 2006 року).
Син — Лев (2010). 3 разовий Чемпіон України з картингу (2017), професійний гонщик.
8 вересня 2019 року народився другий син Максим.